# رومئو لاویا
رومئو لاویا (انگلیسی: Roméo Lavia؛ زادهٔ ۶ ژانویهٔ ۲۰۰۴) بازیکن فوتبال اهل بلژیک است که در پست هافبک برای باشگاه فوتبال چلسی در لیگ برتر فوتبال انگلستان و تیم ملی بلژیک بازی می‌کند.
وی همچنین در تیم‌های ملی فوتبال زیر ۱۵ سال بلژیک، زیر ۱۶ سال بلژیک و زیر ۱۹ سال بلژیک بازی کرده است.

## دوران حرفه‌ای

### باشگاهی

#### منچستر سیتی
لاویا در شانزده سالگی در تابستان ۲۰۲۰ اندرلخت را به مقصد منچستر سیتی ترک کرد و در آنجا اولین قرارداد حرفه‌ای خود را امضا کرد. او به زیر ۱۸ سال پیوست و در آنجا به سرعت برجسته شد.
در نوامبر همان سال پس از تنها یازده بازی، او به تیم زیر ۲۳ سال ارتقا یافت.
با منچستر سیتی، لاویا قهرمانی لیگ جوانان را در آوریل ۲۰۲۱ به دست آورد و به عنوان بهترین بازیکن فصل انتخاب شد.
از تابستان ۲۰۲۱ لاویا تمرینات خود را با تیم اول آغاز کرد که کاپیتان منچستر سیتی فرناندینیو او را زیر بال خود گرفت. این هافبک اولین بازی رسمی خود را در ۱۷ سالگی برای تیم اصلی در ۲۱ سپتامبر ۲۰۲۱ در دور سوم جام کارابائو فصل ۲۰۲۱–۲۰۲۲ مقابل وایکام واندررز انجام داد.

### ملی
لاویا در بلژیک به دنیا آمد اما اصالتی غنایی دارد.در سال ۲۰۱۹، او یک بازی رسمی برای تیم جوانان  زیر ۱۵ سال بلژیک و همچنین یک بازی برای  زیر ۱۶ سال بلژیک انجام داد که در آن یک بار گلزنی کرد.او از آن زمان تاکنون بازی‌های دوستانه زیادی انجام داده است که در اغلب آن‌ها کاپیتان تیم است.

## افتخارات
چلسی
- لیگ کنفرانس اروپا: ۲۰۲۴–۲۵[۵]
- جام جهانی باشگاه‌ها: ۲۰۲۵[۶]